# Nöchling
Nöchling település Ausztriában, Alsó-Ausztria tartományban, a Melki járásban. Tengerszint feletti magassága 533 méter, területe 19,59 km².

## Elhelyezkedése
Nöchling Sankt Oswald, Hofamt Priel, Neustadtl an der Donau, Sankt Nikola an der Donau és Waldhausen im Strudengau településekkel határos.

## Népesség
| 2016 | 1 087 |
| 2018 | 1 077 |